# ديزرت دايموند أرينا
ديزرت دايموند أرينا (بالإنجليزية: Desert Diamond Arena)‏ (في الأصل جليندال أرينا وJobing.com أرينا وجيلا ريفر أرينا سابقًا) هي ساحة ترفيهية داخلية متعددة الأغراض تقع في غلانديل، أريزونا. يرسو المكان على مساحة 223 فدانًا، منطقة ويستجيت الترفيهية التي تبلغ تكلفتها 1 مليار دولار.